# Arnold Dolmetsch
Arnold Dolmetsch (Le Mans, Francia, 24 de febrero de 1858 - Haslemere, Inglaterra, 28 de febrero de 1940) fue un músico y fabricante de instrumentos musicales nacido en Francia que pasó la mayor parte de su vida en Inglaterra y estableció su negocio de fabricación de instrumentos en Haslemere (Surrey, Inglaterra). Fue una de las figuras más emblemáticas en su interés por la música antigua en el siglo XX.

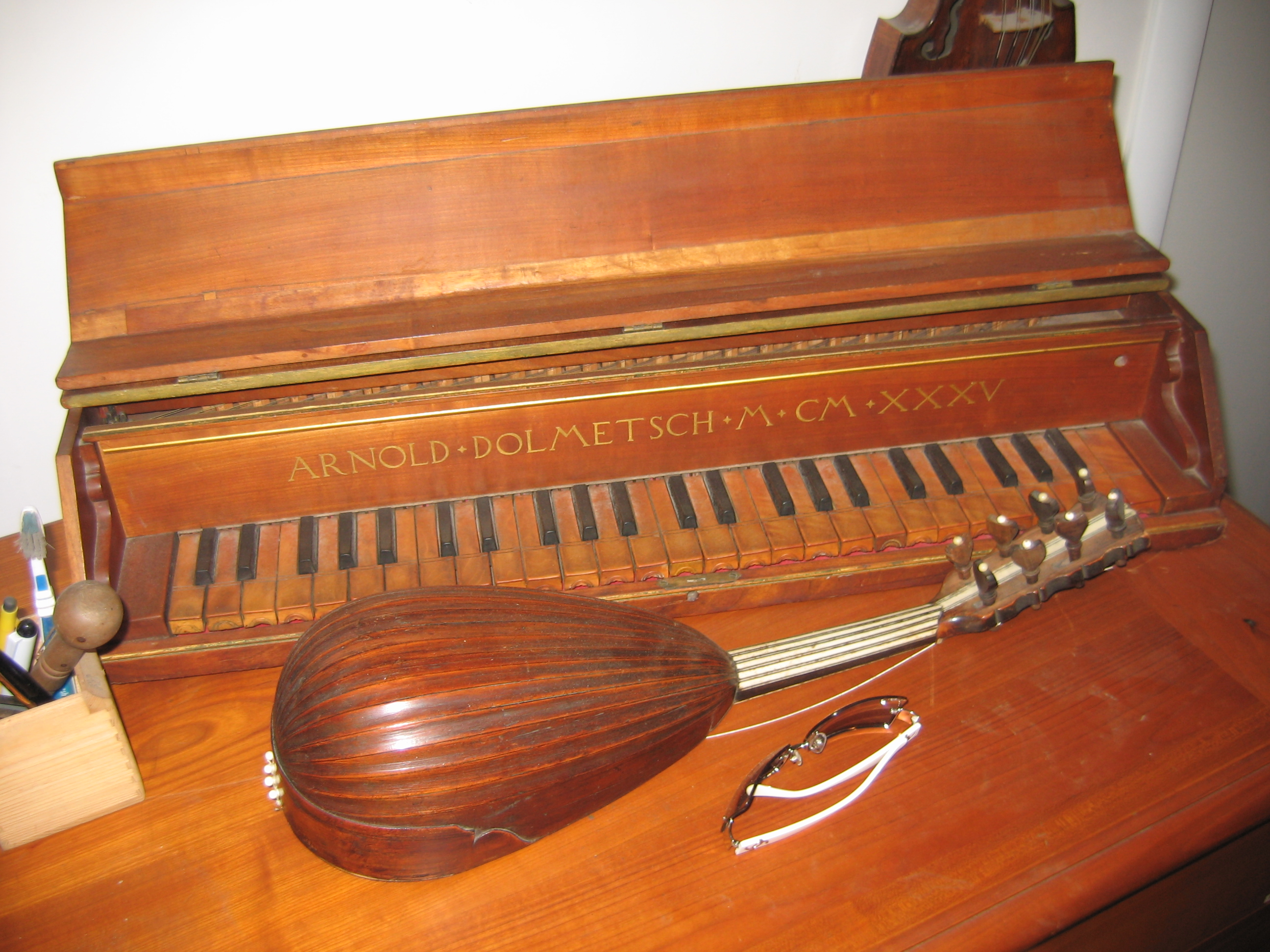

## Biografía
Arnold Dolmetsch nació el 24 de febrero de 1858 en Le Mans (Francia) y encabezó el movimiento de recuperación de muchos instrumentos antiguos. En 1883 viajó a Inglaterra para estudiar en el Royal College of Music, donde siempre mostró interés por la música antigua y sus instrumentos. 
En 1889 descubrió partituras para viola da gamba, hecho que le llevó a reunir, restaurar y después, a fabricar estos instrumentos. Su libro sobre la interpretación de la música de los siglos XVII y XVIII es un hito como primera publicación en la materia.
Sabía tocar muchos instrumentos antiguos y los fabricó en Boston, París y, finalmente, en Haslemere (Surrey) donde vivió con su tercera esposa, Mabel, y sus hijos: Cécile, naciada en 1904; Natalie, nacida en 1905, que fundó la Asociación de la Viola da Gamba en 1948; Rudolf nacido en 1906 y fallecido en 1942, que era buen clavecinista y desapareció en el mar durante la Segunda Guerra Mundial; y Carl, nacido en 1911, un virtuoso de la flauta dulce. 
En 1919 Arnold Dolmetsch fabricó la primera flauta dulce moderna y hacia 1926 ya había reconstruido toda su familia. En 1925 se creó el Festival Hasmelere, en el que se presentaban la familia Dolmetsch y los instrumentos que habían construido. Tres años más tarde se instauró la Fundación Dolmetsch para apoyar el trabajo de Arnold y que es dirigida por su hijo Carl. Editó muchas publicaciones de música para flauta y métodos de aprendizaje.
Falleció en Haslemere (Inglaterra) el 28 de febrero de 1940.